# Huit catalan

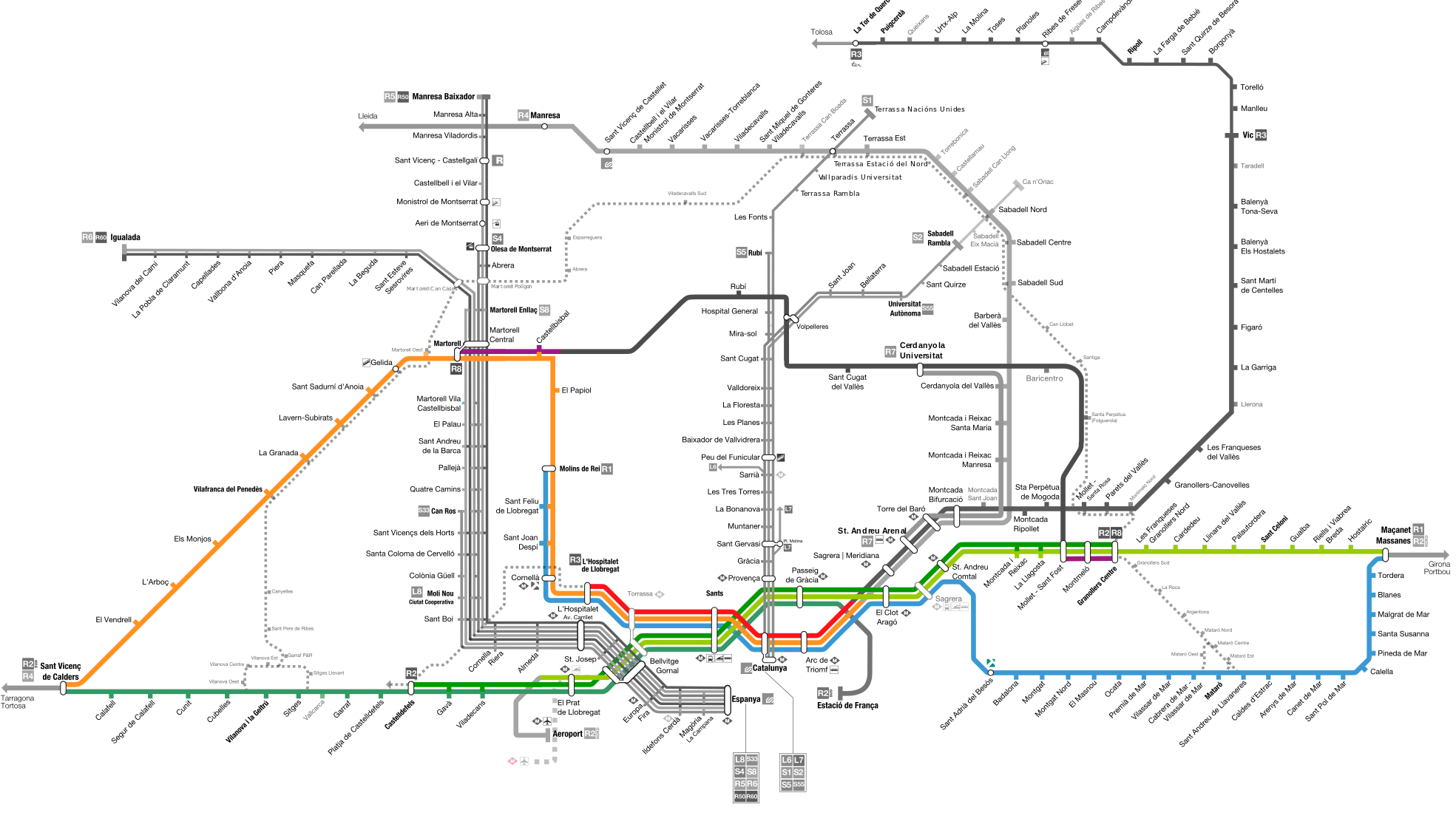
Représentation du soi-disant Huit Catalan sur le schéma des services de Rodalia de Barcelone

Le huit catalan est une manière d’appeler la zone ferroviaire du réseau ferroviaire à écartement ibérique de la région métropolitaine de Barcelone qui trace un huit limité par les gares de Maçanet-Maçanes et Sant Vicenç de Calders et qui a sont centre à Barcelone. Les quatre itinéraires qui relient l'intérieur et le littoral sont les suivants: Ligne de Vilanova, Ligne de Vilafranca, Ligne de Mataró et Ligne de Granollers.